# إدوارد مارشال هول
إدوارد مارشال هول (بالإنجليزية: Edward Marshall Hall)‏ (و. 1858 – 1927 م) هو سياسي، و محام في المحاكم العليا في المملكة المتحدة. انتخب عن حزب المحافظين عضوا في برلمان المملكة المتحدة في الدورات الـ27 والـ29 والـ30.